# Campionat del Món de bàsquet masculí de 2010
El Campionat del Món de bàsquet masculí del 2010 va tenir lloc a Turquia del 28 d'agost al 12 de setembre del 2010. Fou organitzat per la FIBA, la Federació Turca de Bàsquet i el Comitè organitzador del campionat del 2010. Es considera tant prestigiós com el torneig olímpic de bàsquet. El vencedor del torneig va ser la selecció dels Estats Units.
Per tercera vegada des dels campionats de 1986, al Campionat del Món participaren 24 nacions que competiren en diverses seus; la fase final es disputà a la capital, Istanbul.
El sorteig pel Campionat va tenir lloc el 15 de desembre de 2009 a Istanbul. Els equips van ser distribuïts en quatre grups de sis equips cadascun, i després van disputar un sistema de tots contra tots, amb els 16 millors passant a la fase final.

## Seus
| Fase prèvia                          | Fase prèvia                                    | Fase prèvia                            | Fase prèvia                         | Fase final                                |
| ------------------------------------ | ---------------------------------------------- | -------------------------------------- | ----------------------------------- | ----------------------------------------- |
| Ankara                               | Esmirna                                        | Kayseri                                | Istanbul                            | Istanbul                                  |
| Ankara Spor Salonu Capacitat: 10.400 | İzmir Halkapınar Spor Salonu Capacitat: 10.000 | Kadir Has Spor Salonu Capacitat: 7.500 | Abdi İpekçi Arena Capacitat: 12.500 | Sinan Erdem Spor Salonu Capacitat: 16.000 |
| Ankara Spor Salonu                   | İzmir Halkapınar Spor Salonu                   | Kadir Has Spor Salonu                  | Abdi İpekçi Arena                   | Sinan Erdem Spor Salonu                   |

## Classificació pel mundial
La Selecció de bàsquet de Turquia es classificà automàticament com a selecció amfitriona seu del campionat. L'equip dels Estats Units també va obtenir un bitllet directe després de guanyar el torneig de bàsquet dels Jocs Olímpics de Pequín del 2008.
La majoria dels altres equips van assegurar-se la plaça després de la seva participació en campionats continentals (tres del campionat d'Àfrica, tres d'Àsia, dos d'Oceania, quatre d'Amèrica i sis d'Europa). La FIBA va convidar quatre equips "comodí" per completar la llista de vint-i-quatre.

### Llista d'equips classificats

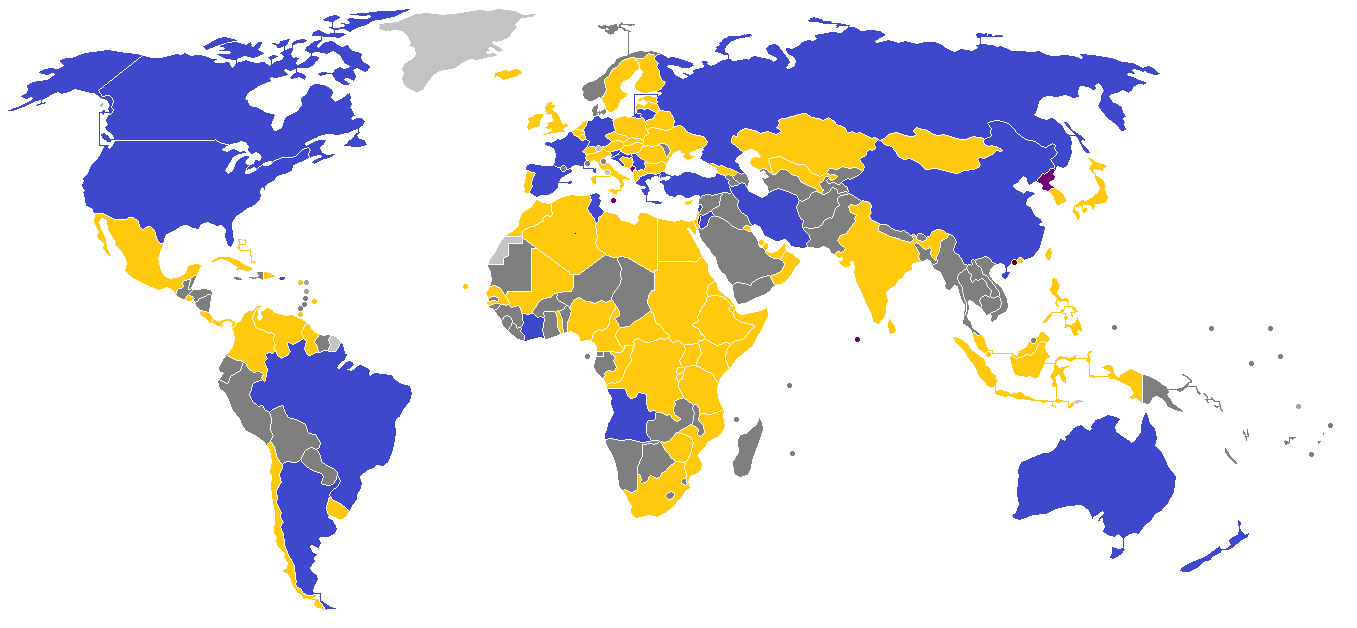
Els països classificats estan en verd, els no classificats en vermell i els liles no van entrar a la lluita per la classificació.

| FIBA Àfrica (3) - Angola - Costa d'Ivori - Tunísia FIBA Àsia (3+1) - Xina - Iran - Jordània - Líban (Comodí) | FIBA Amèrica (4+1) - Argentina - Brasil - Canadà - Puerto Rico - Estats Units (Campions olímpics 2008) FIBA Oceania (2) - Austràlia - Nova Zelanda | FIBA Europa (6+4) - Croàcia - França - Alemanya (Comodí) - Grècia - Lituània (Comodí) - Rússia (Comodí) - Sèrbia - Eslovènia - Espanya (Campions del món 2006) - Turquia (País seu) |

## Sorteig de grups
El sorteig de grups va tenir lloc el 15 de desembre de 2009 i va dividir els 24 equips en quatre grups de sis, anomenats A, B, C i D.
|                             | Nivell 1                                    | Nivell 2                              | Nivell 3                                  | Nivell 4                               | Nivell 5                                 | Nivell 6                                          |
| --------------------------- | ------------------------------------------- | ------------------------------------- | ----------------------------------------- | -------------------------------------- | ---------------------------------------- | ------------------------------------------------- |
| Grup A Grub B Grup C Grup D | Estats Units · Argentina · Espanya · Grècia | Sèrbia · Eslovènia · França · Turquia | Brasil · Puerto Rico · Canadà · Austràlia | Croàcia · Rússia · Lituània · Alemanya | R. P. de la Xina · Iran · Líban · Angola | Jordània · Tunísia · Nova Zelanda · Costa d'Ivori |

## Plantilles
En començar el torneig, totes les 24 selecciones tenien 12 jugadors en la seva plantilla. Les plantilles definitives van ser lliurades el 26 d'agost, dos dies abans del començament de la competició.
La Selecció d'Angola i dels Estats Units van ser els únics equips compostos només de jugadors nascuts al país. Eslovènia va ser l'única selecció composta completament per jugadors que competien fora de la lliga del propi país. 41 jugadors de l'NBA van prendre part en el campionat, més que qualsevol altra lliga del món.

### Suspensions del Torneig de l'Acròpolis
Les seleccions grega i sèrbia van començar el torneig amb dos jugadors suspesos cadascuna; en el Torneig de l'Acròpolis que va tenir lloc a mitjans d'agost es va produir una baralla entre els grecs Andonis Fotsis i Sofoklís Skhortsianitis i els serbis Miloš Teodosić i Nenad Krstić que els va comportar una sanció pels primers dos partits del mundial, excepte per Krstić que va ser sancionat 3 partits.

## Ronda preliminar

### Procediment de desempat
Al final de la ronda preliminar, qualsevol empat fou solucionat seguint els següents criteris, ordenats del primer que serà aplicar a l'últim:
1. Resultat dels partits entre els equips implicats
2. Diferència de punts dels partits entre els equips implicats
3. Diferència de punts de tots els partits jugats pels equips implicats
4. Sorteig

### Grup A (Kayseri)
| Equip     | J | G | P | PF  | PC  | DIF  | Pts | Empat |
| --------- | - | - | - | --- | --- | ---- | --- | ----- |
| Sèrbia    | 5 | 4 | 1 | 465 | 356 | +109 | 9   | 1–0   |
| Argentina | 5 | 4 | 1 | 413 | 379 | +34  | 9   | 0–1   |
| Austràlia | 5 | 3 | 2 | 381 | 341 | +40  | 8   |       |
| Angola    | 5 | 2 | 3 | 340 | 414 | −74  | 7   | 1–0   |
| Alemanya  | 5 | 2 | 3 | 378 | 402 | −24  | 7   | 0–1   |
| Jordània  | 5 | 0 | 5 | 361 | 446 | −85  | 5   |       |

| 28 d'agost de 2010    |  |        |    |           |                                |
| Austràlia             |  | 76-75  |    | Jordània  | Kadir Has Spor Salonu, Kayseri |
| Angola                |  | 44-94  |    | Sèrbia    | Kadir Has Spor Salonu, Kayseri |
| Alemanya              |  | 74-78  |    | Argentina | Kadir Has Spor Salonu, Kayseri |
| 29 d'agost de 2010    |  |        |    |           |                                |
| Jordània              |  | 65-79  |    | Angola    | Kadir Has Spor Salonu, Kayseri |
| Sèrbia                |  | 81-82  | 2P | Alemanya  | Kadir Has Spor Salonu, Kayseri |
| Argentina             |  | 74-72  |    | Austràlia | Kadir Has Spor Salonu, Kayseri |
| 30 d'agost de 2010    |  |        |    |           |                                |
| Jordània              |  | 69-112 |    | Sèrbia    | Kadir Has Spor Salonu, Kayseri |
| Austràlia             |  | 78-43  |    | Alemanya  | Kadir Has Spor Salonu, Kayseri |
| Angola                |  | 70-91  |    | Argentina | Kadir Has Spor Salonu, Kayseri |
| 1 de setembre de 2010 |  |        |    |           |                                |
| Sèrbia                |  | 94-79  |    | Austràlia | Kadir Has Spor Salonu, Kayseri |
| Alemanya              |  | 88-92  | P  | Angola    | Kadir Has Spor Salonu, Kayseri |
| Argentina             |  | 88-79  |    | Jordània  | Kadir Has Spor Salonu, Kayseri |
| 2 de setembre de 2010 |  |        |    |           |                                |
| Angola                |  | 55-76  |    | Austràlia | Kadir Has Spor Salonu, Kayseri |
| Argentina             |  | 82-84  |    | Sèrbia    | Kadir Has Spor Salonu, Kayseri |
| Jordània              |  | 73-91  |    | Alemanya  | Kadir Has Spor Salonu, Kayseri |

### Grup B (Istanbul)
| Equip        | J | G | P | PF  | PC  | DIF  | Pts |
| ------------ | - | - | - | --- | --- | ---- | --- |
| Estats Units | 5 | 5 | 0 | 455 | 331 | +124 | 10  |
| Eslovènia    | 5 | 4 | 1 | 393 | 376 | +17  | 9   |
| Brasil       | 5 | 3 | 2 | 398 | 354 | +44  | 8   |
| Croàcia      | 5 | 2 | 3 | 395 | 407 | −12  | 7   |
| Iran         | 5 | 1 | 4 | 301 | 367 | −66  | 6   |
| Tunísia      | 5 | 0 | 5 | 295 | 407 | −112 | 5   |

| 28 d'agost de 2010    |  |        |  |              |                             |
| Tunísia               |  | 56-80  |  | Eslovènia    | Abdi İpekçi Arena, Istanbul |
| Estats Units          |  | 106-78 |  | Croàcia      | Abdi İpekçi Arena, Istanbul |
| Iran                  |  | 65-81  |  | Brasil       | Abdi İpekçi Arena, Istanbul |
| 29 d'agost de 2010    |  |        |  |              |                             |
| Eslovènia             |  | 77-99  |  | Estats Units | Abdi İpekçi Arena, Istanbul |
| Croàcia               |  | 75-54  |  | Iran         | Abdi İpekçi Arena, Istanbul |
| Brasil                |  | 80-65  |  | Tunísia      | Abdi İpekçi Arena, Istanbul |
| 30 d'agost de 2010    |  |        |  |              |                             |
| Eslovènia             |  | 91-84  |  | Croàcia      | Abdi İpekçi Arena, Istanbul |
| Tunísia               |  | 58-71  |  | Iran         | Abdi İpekçi Arena, Istanbul |
| Estats Units          |  | 70-68  |  | Brasil       | Abdi İpekçi Arena, Istanbul |
| 1 de setembre de 2010 |  |        |  |              |                             |
| Croàcia               |  | 84-64  |  | Tunísia      | Abdi İpekçi Arena, Istanbul |
| Iran                  |  | 51-88  |  | Estats Units | Abdi İpekçi Arena, Istanbul |
| Brasil                |  | 77-80  |  | Eslovènia    | Abdi İpekçi Arena, Istanbul |
| 2 de setembre de 2010 |  |        |  |              |                             |
| Estats Units          |  | 92-57  |  | Tunísia      | Abdi İpekçi Arena, Istanbul |
| Eslovènia             |  | 65-60  |  | Iran         | Abdi İpekçi Arena, Istanbul |
| Brasil                |  | 92-74  |  | Croàcia      | Abdi İpekçi Arena, Istanbul |

### Grup C (Ankara)
| Equip         | J | G | P | PF  | PC  | DIF  | Pts | Empat (Partits) | Empat (Punts) |
| ------------- | - | - | - | --- | --- | ---- | --- | --------------- | ------------- |
| Turquia       | 5 | 5 | 0 | 393 | 285 | +108 | 10  |                 |               |
| Rússia        | 5 | 4 | 1 | 365 | 346 | +19  | 9   |                 |               |
| Grècia        | 5 | 3 | 2 | 403 | 370 | +33  | 8   |                 |               |
| Xina          | 5 | 1 | 4 | 360 | 423 | −63  | 6   | 1−1             | 1.0127        |
| Puerto Rico   | 5 | 1 | 4 | 386 | 401 | −15  | 6   | 1−1             | 0.9939        |
| Costa d'Ivori | 5 | 1 | 4 | 334 | 417 | −83  | 6   | 1−1             | 0.9938        |

| 28 d'agost de 2010    |  |       |  |               |                            |
| Grècia                |  | 89-81 |  | Xina          | Ankara Spor Salonu, Ankara |
| Rússia                |  | 75-66 |  | Puerto Rico   | Ankara Spor Salonu, Ankara |
| Costa d'Ivori         |  | 47-86 |  | Turquia       | Ankara Spor Salonu, Ankara |
| 29 d'agost de 2010    |  |       |  |               |                            |
| Xina                  |  | 83-73 |  | Costa d'Ivori | Ankara Spor Salonu, Ankara |
| Puerto Rico           |  | 80-83 |  | Grècia        | Ankara Spor Salonu, Ankara |
| Turquia               |  | 65-56 |  | Rússia        | Ankara Spor Salonu, Ankara |
| 31 d'agost de 2010    |  |       |  |               |                            |
| Rússia                |  | 72-66 |  | Costa d'Ivori | Ankara Spor Salonu, Ankara |
| Puerto Rico           |  | 84-76 |  | Xina          | Ankara Spor Salonu, Ankara |
| Grècia                |  | 65-76 |  | Turquia       | Ankara Spor Salonu, Ankara |
| 1 de setembre de 2010 |  |       |  |               |                            |
| Xina                  |  | 80-89 |  | Rússia        | Ankara Spor Salonu, Ankara |
| Costa d'Ivori         |  | 60-97 |  | Grècia        | Ankara Spor Salonu, Ankara |
| Turquia               |  | 79-77 |  | Puerto Rico   | Ankara Spor Salonu, Ankara |
| 2 de setembre de 2010 |  |       |  |               |                            |
| Puerto Rico           |  | 79-88 |  | Costa d'Ivori | Ankara Spor Salonu, Ankara |
| Grècia                |  | 69-73 |  | Rússia        | Ankara Spor Salonu, Ankara |
| Turquia               |  | 87-40 |  | Xina          | Ankara Spor Salonu, Ankara |

### Grup D (Esmirna)
| Equip        | J | G | P | PF  | PC  | DIF  | Pts | Empat (Partits) | Empat (Punts) |
| ------------ | - | - | - | --- | --- | ---- | --- | --------------- | ------------- |
| Lituània     | 5 | 5 | 0 | 391 | 341 | +50  | 10  |                 |               |
| Espanya      | 5 | 3 | 2 | 420 | 356 | +64  | 8   | 1−1             | 1.0705        |
| Nova Zelanda | 5 | 3 | 2 | 424 | 400 | +24  | 8   | 1−1             | 0.9708        |
| França       | 5 | 3 | 2 | 351 | 339 | +12  | 8   | 1−1             | 0.9595        |
| Líban        | 5 | 1 | 4 | 339 | 440 | −101 | 6   |                 |               |
| Canadà       | 5 | 0 | 5 | 330 | 379 | −49  | 5   |                 |               |

| 28 d'agost de 2010    |  |        |  |              |                                       |
| Nova Zelanda          |  | 79-92  |  | Lituània     | İzmir Halkapınar Spor Salonu, Esmirna |
| Canadà                |  | 71-81  |  | Líban        | İzmir Halkapınar Spor Salonu, Esmirna |
| França                |  | 72-66  |  | Espanya      | İzmir Halkapınar Spor Salonu, Esmirna |
| 29 d'agost de 2010    |  |        |  |              |                                       |
| Lituània              |  | 70-68  |  | Canadà       | İzmir Halkapınar Spor Salonu, Esmirna |
| Líban                 |  | 59-86  |  | França       | İzmir Halkapınar Spor Salonu, Esmirna |
| Espanya               |  | 101-84 |  | Nova Zelanda | İzmir Halkapınar Spor Salonu, Esmirna |
| 31 d'agost de 2010    |  |        |  |              |                                       |
| Nova Zelanda          |  | 108-76 |  | Líban        | İzmir Halkapınar Spor Salonu, Esmirna |
| França                |  | 68-63  |  | Canadà       | İzmir Halkapınar Spor Salonu, Esmirna |
| Espanya               |  | 73-76  |  | Lituània     | İzmir Halkapınar Spor Salonu, Esmirna |
| 1 de setembre de 2010 |  |        |  |              |                                       |
| Canadà                |  | 61-71  |  | Nova Zelanda | İzmir Halkapınar Spor Salonu, Esmirna |
| Líban                 |  | 57-91  |  | Espanya      | İzmir Halkapınar Spor Salonu, Esmirna |
| Lituània              |  | 69-55  |  | França       | İzmir Halkapınar Spor Salonu, Esmirna |
| 2 de setembre de 2010 |  |        |  |              |                                       |
| Espanya               |  | 89-67  |  | Canadà       | İzmir Halkapınar Spor Salonu, Esmirna |
| Líban                 |  | 66-84  |  | Lituània     | İzmir Halkapınar Spor Salonu, Esmirna |
| Nova Zelanda          |  | 82-70  |  | França       | İzmir Halkapınar Spor Salonu, Esmirna |

## Fase final (Istanbul)
|  | Vuitens de final      | Vuitens de final      |                        |     | Quarts de final | Quarts de final |  |  | Semifinals | Semifinals |  |  | Final | Final |
|  |                       |                       |                        |     |                 |                 |  |  |            |            |  |  |       |       |
|  | 4 de setembre de 2010 |                       |                        |     |                 |                 |  |  |            |            |  |  |       |       |
|  |                       |                       |                        |     |                 |                 |  |  |            |            |  |  |       |       |
|  | Sèrbia                | 73                    |                        |     |                 |                 |  |  |            |            |  |  |       |       |
|  | Sèrbia                | 73                    | 8 de setembre de 2010  |     |                 |                 |  |  |            |            |  |  |       |       |
|  | Croàcia               | 72                    |                        |     |                 |                 |  |  |            |            |  |  |       |       |
|  | Croàcia               | 72                    | Sèrbia                 | 92  |                 |                 |  |  |            |            |  |  |       |       |
|  | 4 de setembre de 2010 |                       | Sèrbia                 | 92  |                 |                 |  |  |            |            |  |  |       |       |
|  |                       | Espanya               | 89                     |     |                 |                 |  |  |            |            |  |  |       |       |
|  | Espanya               | Espanya               | 89                     | 80  |                 |                 |  |  |            |            |  |  |       |       |
|  | Espanya               |                       | 11 de setembre de 2010 | 80  |                 |                 |  |  |            |            |  |  |       |       |
|  | Grècia                | 72                    |                        |     |                 |                 |  |  |            |            |  |  |       |       |
|  | Grècia                | 72                    | Sèrbia                 | 82  |                 |                 |  |  |            |            |  |  |       |       |
|  | 5 de setembre de 2010 |                       | Sèrbia                 | 82  |                 |                 |  |  |            |            |  |  |       |       |
|  |                       | Turquia               | 83                     |     |                 |                 |  |  |            |            |  |  |       |       |
|  | Turquia               | Turquia               | 83                     | 95  |                 |                 |  |  |            |            |  |  |       |       |
|  | Turquia               | 8 de setembre de 2010 |                        | 95  |                 |                 |  |  |            |            |  |  |       |       |
|  | França                | 77                    |                        |     |                 |                 |  |  |            |            |  |  |       |       |
|  | França                | 77                    | Turquia                | 95  |                 |                 |  |  |            |            |  |  |       |       |
|  | 5 de setembre de 2010 |                       | Turquia                | 95  |                 |                 |  |  |            |            |  |  |       |       |
|  |                       | Eslovènia             | 68                     |     |                 |                 |  |  |            |            |  |  |       |       |
|  | Eslovènia             | Eslovènia             | 68                     | 87  |                 |                 |  |  |            |            |  |  |       |       |
|  | Eslovènia             |                       | 12 de setembre de 2010 | 87  |                 |                 |  |  |            |            |  |  |       |       |
|  | Austràlia             | 58                    |                        |     |                 |                 |  |  |            |            |  |  |       |       |
|  | Austràlia             | 58                    | Turquia                | 64  |                 |                 |  |  |            |            |  |  |       |       |
|  | 6 de setembre de 2010 |                       | Turquia                | 64  |                 |                 |  |  |            |            |  |  |       |       |
|  |                       | Estats Units          | 81                     |     |                 |                 |  |  |            |            |  |  |       |       |
|  | Estats Units          | Estats Units          | 81                     | 121 |                 |                 |  |  |            |            |  |  |       |       |
|  | Estats Units          | 9 de setembre de 2010 |                        | 121 |                 |                 |  |  |            |            |  |  |       |       |
|  | Angola                | 66                    |                        |     |                 |                 |  |  |            |            |  |  |       |       |
|  | Angola                | 66                    | Estats Units           | 89  |                 |                 |  |  |            |            |  |  |       |       |
|  | 6 de setembre de 2010 |                       | Estats Units           | 89  |                 |                 |  |  |            |            |  |  |       |       |
|  |                       | Rússia                | 79                     |     |                 |                 |  |  |            |            |  |  |       |       |
|  | Rússia                | Rússia                | 79                     | 78  |                 |                 |  |  |            |            |  |  |       |       |
|  | Rússia                |                       | 11 de setembre de 2010 | 78  |                 |                 |  |  |            |            |  |  |       |       |
|  | Nova Zelanda          | 56                    |                        |     |                 |                 |  |  |            |            |  |  |       |       |
|  | Nova Zelanda          | 56                    | Estats Units           | 89  |                 |                 |  |  |            |            |  |  |       |       |
|  | 7 de setembre 2010    |                       | Estats Units           | 89  |                 |                 |  |  |            |            |  |  |       |       |
|  |                       | Lituània              | 74                     |     |                 |                 |  |  |            |            |  |  |       |       |
|  | Lituània              | Lituània              | 74                     | 78  |                 |                 |  |  |            |            |  |  |       |       |
|  | Lituània              | 9 de setembre de 2010 |                        | 78  |                 |                 |  |  |            |            |  |  |       |       |
|  | Xina                  | 67                    |                        |     |                 |                 |  |  |            |            |  |  |       |       |
|  | Xina                  | 67                    | Lituània               | 104 |                 |                 |  |  |            |            |  |  |       |       |
|  | 7 de setembre 2010    |                       | Lituània               | 104 |                 |                 |  |  |            |            |  |  |       |       |
|  |                       | Argentina             | 85                     |     |                 |                 |  |  |            |            |  |  |       |       |
|  | Argentina             | Argentina             | 85                     | 93  |                 |                 |  |  |            |            |  |  |       |       |
|  | Argentina             |                       |                        | 93  |                 |                 |  |  |            |            |  |  |       |       |
|  | Brasil                | 89                    |                        |     |                 |                 |  |  |            |            |  |  |       |       |
|  | Brasil                | 89                    |                        |     |                 |                 |  |  |            |            |  |  |       |       |

### Cinquè al vuitè lloc
|  | Fase de classificació  | Fase de classificació  |    |                        | Cinquè lloc            | Cinquè lloc |
|  |                        |                        |    |                        |                        |             |
|  | 10 de setembre de 2010 |                        |    |                        |                        |             |
|  | Espanya                | 97                     |    |                        |                        |             |
|  | Eslovènia              | 80                     |    |                        |                        |             |
|  |                        |                        |    |                        |                        |             |
|  |                        |                        |    |                        | 12 de setembre de 2010 |             |
|  |                        |                        |    |                        | Espanya                | 81          |
|  |                        | Argentina              | 86 |                        |                        |             |
|  |                        |                        |    |                        |                        |             |
|  |                        |                        |    |                        |                        |             |
|  |                        |                        |    |                        | Setè lloc              |             |
|  | 10 de setembre de 2010 | 10 de setembre de 2010 |    | 11 de setembre de 2010 | 11 de setembre de 2010 |             |
|  | Rússia                 | 61                     |    | Eslovènia              | 78                     |             |
|  | Argentina              | 73                     |    |                        | Rússia                 | 83          |

### Vuitens de final
| 4 de setembre 18:00 Detalls Crònica | Sèrbia                                          | '73'–72 | Croàcia | Sinan Erdem Spor Salonu, Istanbul Assistència: 15.000 espectadors |
| 4 de setembre 18:00 Detalls Crònica | Resultats per quarts: 19–27, 15–9, 20–14, 19–22 |         |         | Sinan Erdem Spor Salonu, Istanbul Assistència: 15.000 espectadors |

| 4 de setembre 21:00 Detalls Crònica | Espanya                                          | '80'–72 | Grècia | Sinan Erdem Spor Salonu, Istanbul Assistència: 15.000 espectadors |
| 4 de setembre 21:00 Detalls Crònica | Resultats per quarts: 22–19, 15–12, 15–20, 28–21 |         |        | Sinan Erdem Spor Salonu, Istanbul Assistència: 15.000 espectadors |

| 5 de setembre 18:00 Detalls Crònica | Eslovènia                                       | '87'–58 | Austràlia | Sinan Erdem Spor Salonu, Istanbul Assistència: 15.000 espectadors |
| 5 de setembre 18:00 Detalls Crònica | Resultats per quarts: 16–8, 26–13, 29–24, 16–13 |         |           | Sinan Erdem Spor Salonu, Istanbul Assistència: 15.000 espectadors |

| 5 de setembre 21:00 Detalls Crònica | Turquia                                          | '95'–77 | França | Sinan Erdem Spor Salonu, Istanbul Assistència: 15.000 espectadors |
| 5 de setembre 21:00 Detalls Crònica | Resultats per quarts: 19–14, 24–14, 28–17, 24–32 |         |        | Sinan Erdem Spor Salonu, Istanbul Assistència: 15.000 espectadors |

| 6 de setembre 18:00 Detalls Crònica | Estats Units                                     | '121'–66 | Angola | Sinan Erdem Spor Salonu, Istanbul Assistència: 15.000 espectadors |
| 6 de setembre 18:00 Detalls Crònica | Resultats per quarts: 33–13, 32–25, 26–18, 30–10 |          |        | Sinan Erdem Spor Salonu, Istanbul Assistència: 15.000 espectadors |

| 6 de setembre 21:00 Detalls Crònica | Rússia                                           | '78'–56 | Nova Zelanda | Sinan Erdem Spor Salonu, Istanbul Assistència: 15.000 espectadors |
| 6 de setembre 21:00 Detalls Crònica | Resultats per quarts: 13–15, 18–12, 20–13, 27–16 |         |              | Sinan Erdem Spor Salonu, Istanbul Assistència: 15.000 espectadors |

| 7 de setembre 18:00 Detalls Crònica | Lituània                                         | '78'–67 | Xina | Sinan Erdem Spor Salonu, Istanbul Assistència: 15.000 espectadors |
| 7 de setembre 18:00 Detalls Crònica | Resultats per quarts: 17–22, 26–18, 21–11, 14–16 |         |      | Sinan Erdem Spor Salonu, Istanbul Assistència: 15.000 espectadors |

| 7 de setembre 21:00 Detalls Crònica | Argentina                                        | '93'–89 | Brasil | Sinan Erdem Spor Salonu, Istanbul Assistència: 15.000 espectadors |
| 7 de setembre 21:00 Detalls Crònica | Resultats per quarts: 25–25, 21–23, 20–18, 27–23 |         |        | Sinan Erdem Spor Salonu, Istanbul Assistència: 15.000 espectadors |

### Quarts de final
| 8 de setembre 18:00 Detalls Crònica | Sèrbia                                           | '92'–89 | Espanya | Sinan Erdem Spor Salonu, Istanbul Assistència: 15.000 espectadors |
| 8 de setembre 18:00 Detalls Crònica | Resultats per quarts: 27–23, 22–18, 18–23, 25–25 |         |         | Sinan Erdem Spor Salonu, Istanbul Assistència: 15.000 espectadors |

| 8 de setembre 21:00 Detalls Crònica | Turquia                                          | '95'–68 | Eslovènia | Sinan Erdem Spor Salonu, Istanbul Assistència: 15.000 espectadors |
| 8 de setembre 21:00 Detalls Crònica | Resultats per quarts: 27–14, 23–17, 21–12, 24–25 |         |           | Sinan Erdem Spor Salonu, Istanbul Assistència: 15.000 espectadors |

| 9 de setembre 18:00 Detalls Crònica | Estats Units                                     | '89'–79 | Rússia | Sinan Erdem Spor Salonu, Istanbul Assistència: 15.000 espectadors |
| 9 de setembre 18:00 Detalls Crònica | Resultats per quarts: 25–25, 19–14, 26–17, 19–23 |         |        | Sinan Erdem Spor Salonu, Istanbul Assistència: 15.000 espectadors |

| 9 de setembre 21:00 Detalls Crònica | Lituània                                         | '104'–85 | Argentina | Sinan Erdem Spor Salonu, Istanbul Assistència: 15.000 espectadors |
| 9 de setembre 21:00 Detalls Crònica | Resultats per quarts: 28–18, 22–12, 35–23, 19–32 |          |           | Sinan Erdem Spor Salonu, Istanbul Assistència: 15.000 espectadors |

### Semifinals
| 11 de setembre 15:00 Detalls Crònica | Estats Units                                     | '89'–74 | Lituània | Sinan Erdem Spor Salonu, Istanbul Assistència: 15.000 espectadors |
| 11 de setembre 15:00 Detalls Crònica | Resultats per quarts: 23–12, 19–15, 23–26, 24–21 |         |          | Sinan Erdem Spor Salonu, Istanbul Assistència: 15.000 espectadors |

| 11 de setembre 19:00 Detalls Report | Sèrbia                                           | 82–'83' | Turquia | Sinan Erdem Spor Salonu, Istanbul Assistència: 15.000 espectadors |
| 11 de setembre 19:00 Detalls Report | Resultats per quarts: 20–17, 22–18, 21–25, 19–23 |         |         | Sinan Erdem Spor Salonu, Istanbul Assistència: 15.000 espectadors |

### Tercer i quart lloc
| 12 de setembre Detalls Crònica | Sèrbia                                           | 88–'99' | Lituània | Sinan Erdem Spor Salonu, Istanbul Assistència: 15.000 espectadors |
| 12 de setembre Detalls Crònica | Resultats per quarts: 22–23, 16–25, 16–24, 32–27 |         |          | Sinan Erdem Spor Salonu, Istanbul Assistència: 15.000 espectadors |

### Final
| 12 de setembre 21:30 Detalls Crònica | Turquia                                          | 64–'81' | Estats Units | Sinan Erdem Spor Salonu, Istanbul Assistència: 15.000 espectadors |
| 12 de setembre 21:30 Detalls Crònica | Resultats per quarts: 17–22, 15–20, 16–19, 16–20 |         |              | Sinan Erdem Spor Salonu, Istanbul Assistència: 15.000 espectadors |

## Classificació final
- Tot i que la FIBA va anunciar inicialment que els equips eliminats a vuitens de final foren empatats en el novè lloc, més tard van qualificar els equips basant-se en el seu balanç de victòries i en la seva diferència de punts en el desempat de la fase preliminar.[11]
- Els equips que van finalitzar en cinquè lloc en la fase preliminar foren oficialment empatats en el 17è lloc.
- Els equips que van finalitzar en sisè lloc en la fase preliminar foren oficialment empatats en el 21è lloc.

| Posició                        | Equip                          | Balanç                         |          |
| ------------------------------ | ------------------------------ | ------------------------------ | -------- |
| 1                              | Estats Units                   | 9–0                            |          |
| 2                              | Turquia                        | 8–1                            |          |
| Caiguts a semifinals           |                                |                                |          |
| 3                              | Lituània                       | 8–1                            |          |
| 4                              | Sèrbia                         | 6–3                            |          |
| Caiguts als quarts de final    |                                |                                |          |
| 5                              | Argentina                      | 7–2                            |          |
| 6                              | Espanya                        | 5–4                            |          |
| 7                              | Rússia                         | 6–3                            |          |
| 8                              | Eslovènia                      | 5–4                            |          |
| Caiguts als vuitens de final   | Caiguts als vuitens de final   | Caiguts als vuitens de final   | Desempat |
| 9                              | Brasil                         | 3–3                            | 1.124    |
| 10                             | Austràlia                      | 3–3                            | 1.117    |
| 11                             | Grècia                         | 3–3                            | 1.089    |
| 12                             | Nova Zelanda                   | 3–3                            | 1.060    |
| 13                             | França                         | 3–3                            | 1.035    |
| 14                             | Croàcia                        | 2–4                            | 0.971    |
| 15                             | Angola                         | 2–4                            | 0.821    |
| 16                             | Xina                           | 1–5                            |          |
| No passaren la fase preliminar | No passaren la fase preliminar | No passaren la fase preliminar | Desempat |
| 17                             | Alemanya                       | 2–3                            |          |
| 17                             | Puerto Rico                    | 1–4                            | 0.963    |
| 17                             | Iran                           | 1–4                            | 0.820    |
| 17                             | Líban                          | 1–4                            | 0.770    |
| 21                             | Costa d'Ivori                  | 1–4                            |          |
| 21                             | Canadà                         | 0–5                            | 0.871    |
| 21                             | Jordània                       | 0–5                            | 0.809    |
| 21                             | Tunísia                        | 0–5                            | 0.737    |

| Guanyador del Campionat del Món de bàsquet masculí del 2010 |
| · Estats Units (4t títol)                                   |

| Jugador més valuós |
| Kevin Durant       |

| Cinc ideal                                                                |
| Luis Scola · Linas Kleiza · Kevin Durant · Hedo Türkoğlu · Miloš Teodosić |

## Àrbitres
El 18 d'agost de 1010 la FIBA va nomenar els quaranta àrbitres que dirigirien el torneig. A continuació hi ha la llista d'àrbitres, ordenats segons el grup de la primera ronda que els ha tocat a cadascun:
| - Grup A - Samir Abaakil - Juan Arteaga - Murat Biricik - José Aníbal Carrión - Guerrino Cerebuch - Marcos Fornies Benito - William Gene Kennedy - Oļegs Latiševs - Longsheng Qiao - Eddie Viator | - Grup B - Recep Ankaralı - Romualdas Brazauskas - David Chambom - Christos Christodoulou - Yuji Hirahara - Carlos José Julio - José Martín - José Hernán Melgarejo Pinto - Reynaldo Antonio Mercedes Sánchez - Stephen Seibel | - Grup C - Ilija Belošević - Scott Jason Butler - Marwan Egho - Pablo Alberto Estévez - Vitalis Odhiambo Gode - Carl Jungebrand - Cristiano Jesus Maranho - Saša Pukl - Fernando Rocha - Héctor Sánchez | - Grup D - Heros Avanessian - Michael Aylen - Anthony Dewayne Jordan - Srđan Dožai - Juan José Fernández - Milivoje Jovčić - Luigi Lamonica - Borys Ryschyk - Jorge Vázquez - Jakub Zamojski |

## Drets de televisió de la FIBA
| País                 | Canal                                |
| -------------------- | ------------------------------------ |
| Albània              | Top Channel                          |
| Angola               | TPA                                  |
| Alemanya             | SPORT1                               |
| Argentina            | TyC Sports                           |
| Austràlia            | Fox Sports                           |
| Bèlgica              | BeTV                                 |
| Bòsnia i Hercegovina | BHRT                                 |
| Brasil               | TV E+I SporTV ESPN Brasil BandSports |
| Bulgària             | BNT                                  |
| R.P. de la Xina      | CCTV                                 |
| Croàcia              | HRT                                  |
| Xipre                | Lumiere TV                           |
| Txèquia              | ČTV Sport 1                          |

| País               | Canal            |
| ------------------ | ---------------- |
| Espanya            | La Sexta         |
| França             | Sport+           |
| Regne Unit         | ESPN             |
| Grècia             | ERT              |
| Hong Kong          | iCabel Sports    |
| Hongria            | Sport 1          |
| Itàlia             | RAI              |
| Japó               | J Sports         |
| Líban              | LBC              |
| Lituània           | TV3 Viasat Sport |
| Macau              | TDM              |
| Malàisia           | Astro            |
| Macedònia del Nord | Sitel            |
| Montenegro         | RTCG             |
| Mongòlia           | TV9              |

| País                 | Canal             |
| -------------------- | ----------------- |
| Nova Zelanda         | Sky Sports        |
| Filipines            | Solar TV BTV      |
| Polònia              | TVP               |
| Qatar                | Al Jazeera Sports |
| República de la Xina | Videoland         |
| Romania              | Sport 1           |
| Sud-àfrica           | SuperSport        |
| Rússia               | NTV Plus          |
| Eslovàquia           | STV Sport 1       |
| Eslovènia            | RTVSLO            |
| Sèrbia               | RTS Kohavision    |
| Suècia               | Viasat Sport      |
| Turquia              | NTV               |
| Estats Units         | ESPN DirecTV      |